# Ventenac
Ventenac (Okzitanisch: gleicher Name) ist eine französische Gemeinde mit 235 Einwohnern (Stand: 1. Januar 2022) im Département Ariège in der Region Okzitanien; sie gehört zum Arrondissement Foix und ist Mitglied im Gemeindeverband L’Agglo Foix-Varilhes. Die Einwohner werden Ventenacois und Ventenacoises genannt.

## Geografie

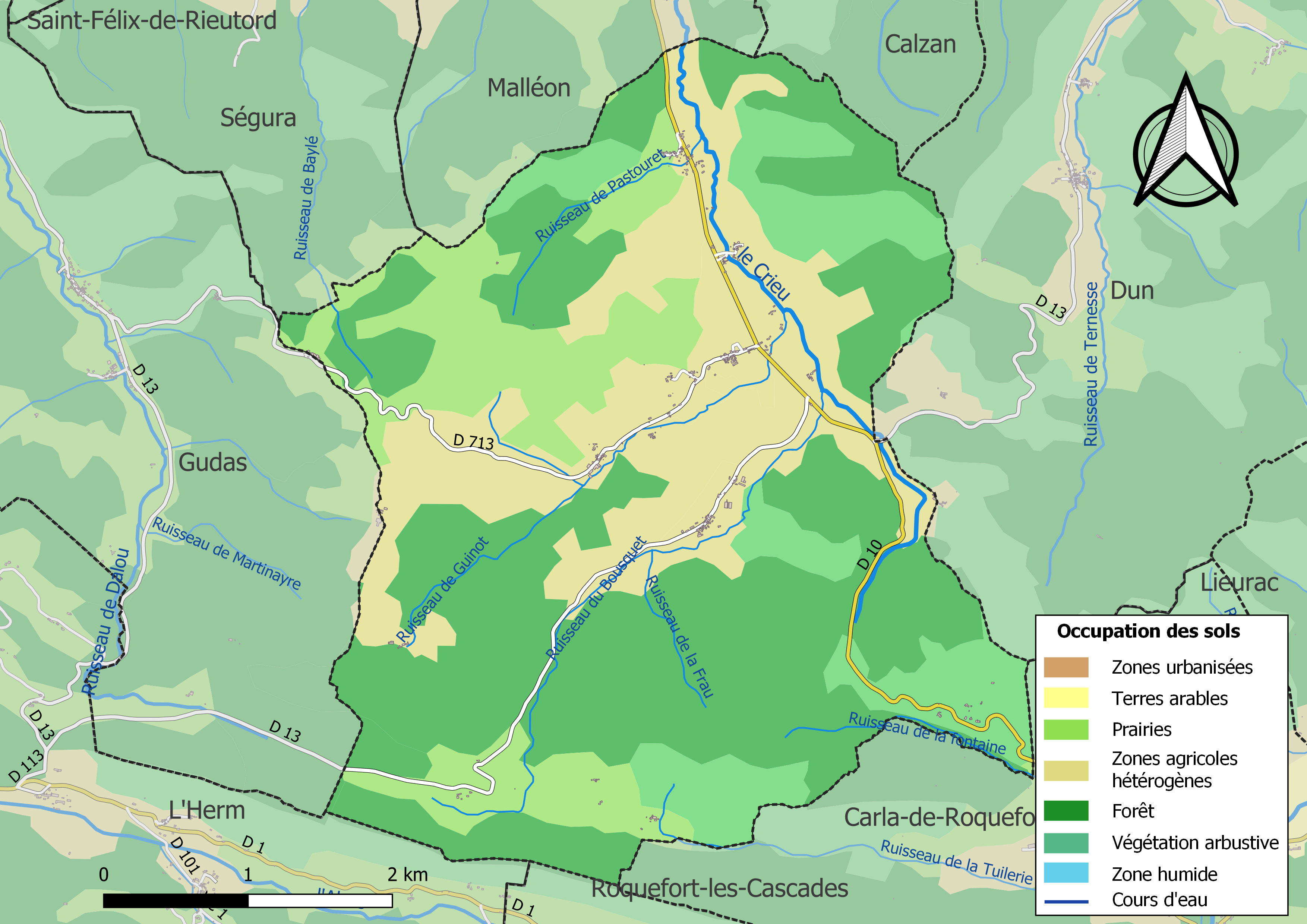
Bodennutzung, Hydrografie und Infrastruktur der Gemeinde

Die Gemeinde ist historisch und kulturell Teil des Pays de Foix und liegt etwa elf Kilometer nordnordöstlich von Foix sowie etwa 70 Kilometer südsüdöstlich von Toulouse nördlich des Plantaurel-Massifs im Gebiet der Vor-Pyrenäen (französisch: Piémont pyrénéen). Die Gemeinde besteht aus den Weilern La Malevieille, Le Bousquet, Parent, Saint-Martin und Seignerix, mehreren Streusiedlungen sowie wenigen Einzelgehöften. Ventenac befindet sich im Einzugsgebiet der Garonne und wird vom Flüsschen Crieu entwässert, der im Gemeindegebiet entspringt und es von Süd nach Nord durchquert, außerdem vom Ruisseau de Baylé, vom Ruisseau de Guinot, vom Ruisseau de la fontaine, vom Ruisseau de la Frau, vom Ruisseau de la Tuilerie, vom Ruisseau de Pastouret, vom Ruisseau du Bousquet und von einem kleineren Bach. Das Gemeindegebiet ist Teil von vier ZNIEFF-Naturgebieten. Etwa 59 % der Fläche der Gemeinde sind bewaldet oder naturbelassen, etwa 41 % werden landwirtschaftlich genutzt.
Umgeben wird Ventenac von den Nachbargemeinden Calzan im Nordosten, Dun im Osten, Carla-de-Roquefort im Südosten und Süden, Roquefort-les-Cascades im Süden, L’Herm im Südwesten, Gudas im Westen sowie Ségura und Malléon im Nordwesten.

## Geschichte
Funde aus gallo-römischer Zeit belegen eine frühe Besiedlung. Das mittelalterliche Schloss und einige Kirchen sind im Verlauf der Zeit verschwunden. Im Mittelalter lag der Ort innerhalb der Provinz Languedoc. Die Gemeinde gehörte von 1793 bis 1801 zum District Tarascon. Zudem lag Ventenac von 1793 bis 1979 im Kanton Lavelanet und von 1979 bis 2015 innerhalb des Kantons Varilhes. Die Gemeinde war von 1801 bis 1979 dem Arrondissement Foix zugeteilt. Anschließend gehörte sie zum Arrondissement Pamiers, bevor sie 2017 wieder zum Arrondissement Foix zugeteilt wurde. Die Gemeinde in heutigem Umfang entstand zwischen 1790 und 1794 durch die Vereinigung von Le Bousquet(s) und Saint-Martin.

## Bevölkerungsentwicklung
| Jahr                       | 1962 | 1968 | 1975 | 1982 | 1990 | 1999 | 2006 | 2013 | 2020 |
| Einwohner                  | 200  | 170  | 183  | 175  | 182  | 198  | 224  | 223  | 235  |
| Quellen: Cassini und INSEE |      |      |      |      |      |      |      |      |      |

## Sehenswürdigkeiten
- Kirche Saint-Martin im Weiler Saint-Martin
- Kapelle La Nativité-de-Saint-Jean-Baptiste aus dem 15. und 16. Jahrhundert in Le Bousquet, seit 1995 als Monument historique eingeschrieben[2]
- Denkmal für die Gefallenen[3]
- Zahlreiche Wegkreuze

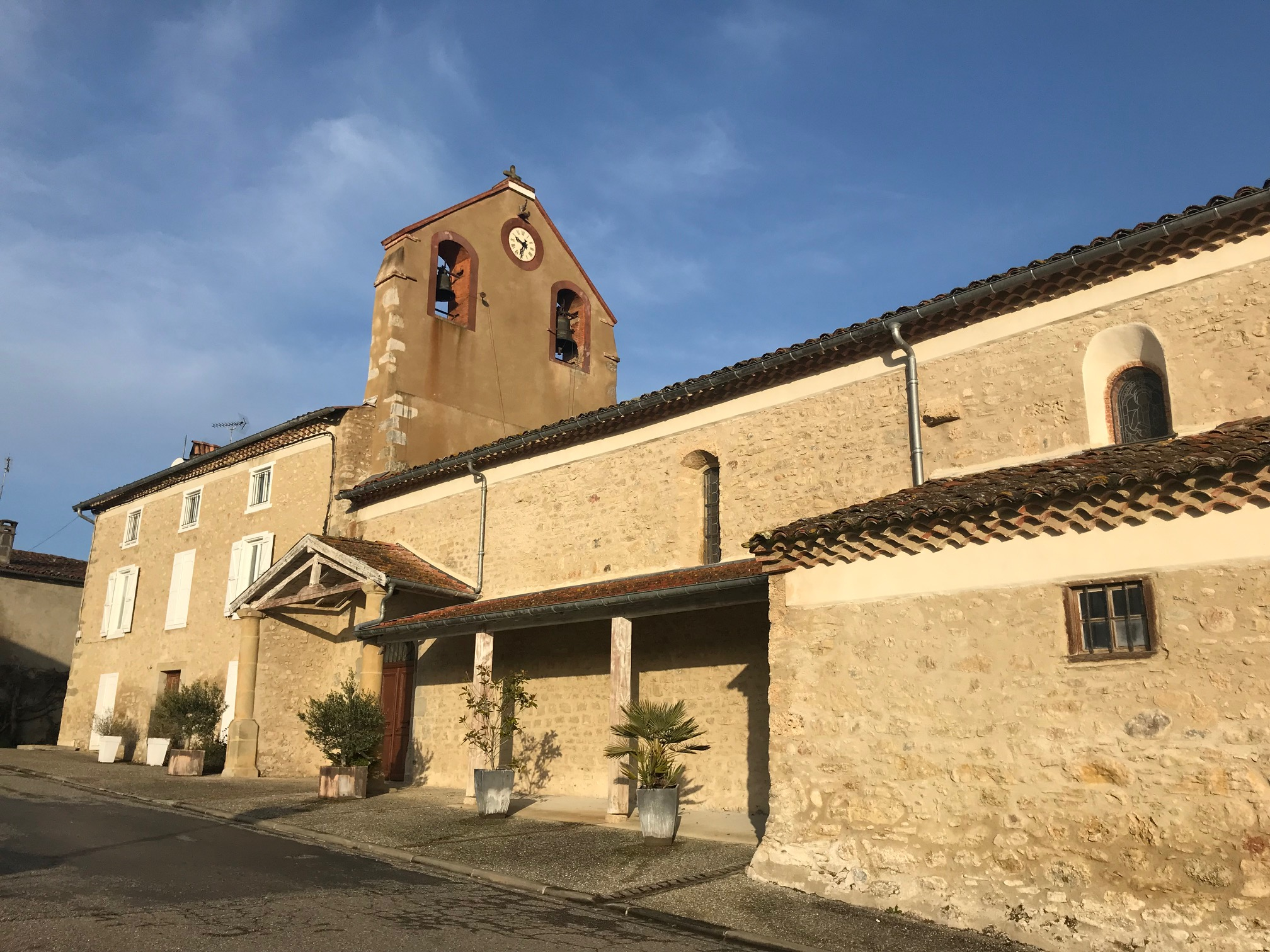
Kirche Saint-Martin
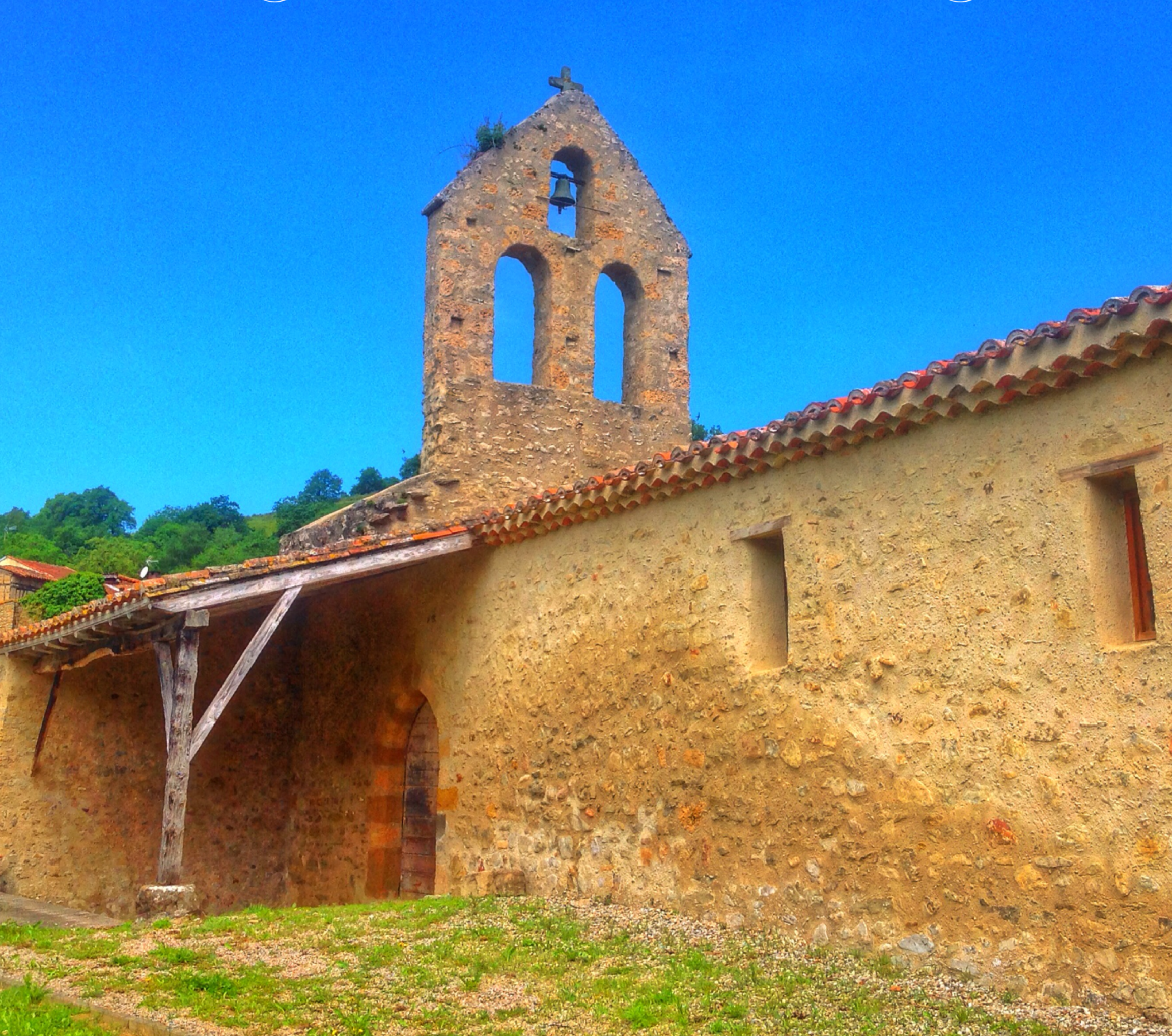
Kapelle La Nativité-de-Saint-Jean-Baptiste im Ortsteil Le Bousquet